# 캔디맨 (1992년 영화)
《캔디맨》(영어: Candyman)은 1992년 개봉한 미국의 고딕 초자연 흑인 공포 영화이다.
1995년 속편 《캔디맨 2》가 개봉하였으며, 1999년 비디오 영화 속편 《캔디맨 3》이 출시되었다.

## 줄거리
일리노이 대학교 시카고에서 기호학을 전공하는 대학원생 헬렌은 도시전설을 조사하다가 캔디맨 전설을 접하게 된다. 캔디맨은 거울 앞에서 자신의 이름을 다섯 번 부르는 사람을 살해하는 영으로 알려져있다. 헬렌은 공영 주택 커브리니그린 홈스에서 벌어진 몇 건의 살인 사건을 주민들이 캔디맨 짓이라고 주장하고 있음을 알게 된다. 이에 회의적인 헬렌은 집 화장실 거울 앞에서 친구 버너뎃과 장난으로 캔디맨의 이름을 다섯 번 부른다.
헬렌과 버너뎃은 캔디맨 전설은 커브리니그린 주민들이 삶의 고난과 불평 등을 극복하고자 하는 방법론이라는 시각으로 접근하는 논문을 함께 작성하려고 한다. 두 사람은 가장 최근 살인이 벌어진 장소를 찾아가고, 헬렌은 사탕 등 캔디맨에게 바치는 공물이 남겨져 있는 방을 발견한다. 둘은 피해자의 이웃이며 젖먹이 아들 앤서니가 있는 한부모 앤마리 매코이를 인터뷰한다.
식사 자리에서 만난 캔디맨 전설 전문가는 캔디맨이 1800년대 후반에 노예의 아들로 태어난 유명 흑인 화가라고 알려준다. 전문가는 캔디맨이 사랑에 빠진 백인 여성을 임신시키자 백인 여성의 아버지가 린치를 가하는 무리를 보내 오른손을 잘라내고 근방 양봉장 벌집을 훔쳐 온몸에 꿀을 묻혀서 꿀벌떼를 유인해 죽음에 이를 때까지 쏘이게 만들었다고 설명한다. 이후 시체는 오늘날 커브리니그린이 세워진 자리에서 장작더미에 태워졌다는 것이다.
헬렌은 커브리니그린에 사는 소년 제이크를 설득해 한 발달장애 소년이 공중 화장실에서 캔디맨에게 거세를 당했던 사건에 대한 증언을 듣는다. 해당 공중 화장실에 들어간 헬렌은 스스로를 캔디맨으로 칭하는 남자가 휘두르는 갈고리에 구타 당한다. 헬렌에게서 가해자 특징을 들은 경찰은 이를 한 지역 갱단 두목으로 특정하고, 그가 그간 캔디맨 탓으로 여겨지던 살인 사건들의 용의자로 지목된다.
그러나 진짜 캔디맨이 주차장에서 헬렌 앞에 나타나 헬렌이 자신을 둘러싼 전설의 신빙성을 떨어뜨리는 바람에 전설을 영속시키기 위해 무고한 피를 흘리게 됐다고 말하며 최면을 건다. 정신을 잃었던 헬렌은 앤마리의 아파트에서 피범벅이 된 채 깨어나 앤마리의 애완 로트바일러 애니가 참수돼있는 광경을 목도한다. 심지어 앤마리의 아들 앤서니는 실종된 상태이다. 언론의 관심이 집중된 가운데 트레버가 보석금을 내고 체포된 헬렌을 꺼내주고, 헬렌은 자신이 찍었던 커브리니그린 사진 속에서 캔디맨을 발견한다.
캔디맨은 헬렌의 아파트에 나타나 헬렌의 목을 긋고, 헬렌은 실혈로 정신을 잃는다. 캔디맨은 마침 아파트를 찾아온 버너뎃을 죽여버린다. 살인 용의자가 된 헬렌은 정신 병원에 구금된다. 한 달 뒤 열릴 재판을 준비하며 헬렌은 무죄를 증명하기 위해 캔디맨을 소환하고, 캔디맨은 담당 정신과 의사를 살해한 뒤 헬렌의 구속 장치를 풀어준다. 그대로 아파트로 돌아온 헬렌은 트레버가 학생 스테이시와 살고 있는 현장을 발각한다.
앤서니를 구하기 위해 커브리니그린에 온 헬렌은 캔디맨의 은신처에서 캔디맨과 대면한다. 캔디맨은 자신에게 굴복한다면 앤서니의 안전을 보장하고 헬렌에게 불멸의 삶을 주겠다고 말한 뒤 코트 자락을 젖혀 벌들이 잔뜩 휘감긴 가슴우리을 보여준다. 캔디맨이 헬렌에게 입을 맞추면서 캔디맨의 입에서 쏟아져나온 벌들이 헬렌의 목구멍 뒤로 넘어간다. 곧 캔디맨은 앤서니와 함께 사라진다. 헬렌은 캔디맨, 그리고 헬렌 자신을 닮은 연인이 그려진 벽화를 발견한다.
하지만 캔디맨은 약속을 저버리고 장작더미 안에서 헬렌과 앤서니를 불태워 죽이려 하고, 헬렌은 불타는 나무 막대기로 캔디맨을 찌른다. 불길에 타오른 캔디맨은 파괴되고, 헬렌은 머리와 몸 곳곳에 불이 붙은 상태에서 앤서니를 안고 장작더미에서 기어나온 뒤 사망한다.
앤마리와 제이크는 무수한 주민들을 데리고 장례식에 나타나 조문하며 헬렌에게 경의를 표한다.
슬픔과 죄책감에 사로잡힌 트레버는 거울 앞에서 헬렌의 이름을 다섯 번 부르고, 헬렌의 원혼이 나타나 트레버를 죽인다. 흰 드레스를 입고 머리가 불타오르는 헬렌의 벽화가 캔디맨의 은신처에 새로 나타난다.

## 출연
- 버지니아 매드슨 - 헬렌 라일 역
- 토니 토드 - 대니얼 로비타이 / 캔디맨 역
- 잰더 버클리 - 트레버 라일 역
- 버네사 에스텔 윌리엄스 - 앤마리 매코이 역
- 케이시 레먼스 - 버너뎃 "버니" 월시 역
- 길버트 루이스 - 프랭크 벌렌토 형사 역
- 테드 레이미 - 빌리 역
- 버나드 로즈 - 아치 월시 역
- 러스티 슈위머 - 경찰관 역